# Kenji
Kenji (japanska: 建治?, Kenji, även kenchi), 25 april 1275–29 februari 1278, är en period i den japanska tideräkningen. Kejsare var Go-Uda och prins Koreyasu var shogun.
Namnet på perioden hämtades från ett citat ur Zhouguan, en konfuciansk kinesisk klassiker från 200-talet f.Kr.